# Rhodamnia costata
Rhodamnia costata är en myrtenväxtart som beskrevs av Andrew John Scott. Rhodamnia costata ingår i släktet Rhodamnia och familjen myrtenväxter. Inga underarter finns listade i Catalogue of Life.